# Grupa Operacyjna „Wschód”
Grupa Operacyjna „Wschód” (GO „Wschód”) – wyższy związek taktyczny Wojska Polskiego.

## Formowanie i zadania
Grupa Operacyjna „Wschód” pod dowództwem generała brygady Mikołaja Bołtucia wchodziła w skład Armii „Pomorze” gen. Władysława Bortnowskiego. Głównym jej zadaniem była obrona prawego brzegu Wisły przed natarciem wojsk niemieckich z terenu Prus Wschodnich. Dlatego jej siły zostały rozlokowane na obszarze ciągnącym się od Grudziądza przez Świecie nad rzeką Osą, Jabłonowo Pomorskie do Brodnicy, prawie dokładnie wzdłuż linii kolejowej Grudziądz-Jabłonowo-Brodnica, która w tej sytuacji nabrała znaczenia strategicznego. Rozkazem gen. W. Bortnowskiego z 29 sierpnia 1939 GO miała bronić się na linii Osa – jezioro Mieliwo – jezioro Sośno – jezioro Zbiczno –jezioro Bachotek – Drwęca do granicy państwa. Naprzeciwko stał niemiecki XXI Korpus Armijny z 3 Armii dowodzony przez gen. Nikolausa von Falkenhorsta, który pod koniec sierpnia zajął pozycje wyjściowe do natarcia w rejonie Kisielice – Trumieje – Jędrychowo.

## Działania bojowe

Bitwa pod Mełnem –1 września 1939

Bitwa pod Mełnem –2 września 1939

Bitwa pod Mełnem –3 września 1939

Działania wojenne GO „Wschód” rozpoczęła o świcie 1 września, kiedy polskie pozycje w okolicy Grudziądza, Świecia i Jabłonowa zaczęły być ostrzeliwane przez niemiecką artylerię polową zlokalizowaną w rejonie Kisielic. Główne uderzenie wroga zostało wykonane przez niemiecką 21 DP z okolic Gardei w kierunku na Grudziądz na pozycje zajmowane przez 16 DP. Około południa zaczęło się forsowanie Osy, powstrzymane przez ogień polskiej artylerii oraz broni maszynowej prowadzony przez batalion ON „Świecie” walczący w składzie 16 DP. Silny i skuteczny opór stawiany przez tę jednostkę sprawił, że dowództwo niemieckie porzuciło plany sforsowania Osy z marszu. Natomiast do wieczora 1 września Niemcy wspierani przez czołgi zdołali wedrzeć się w lukę linii obronnych GO „Wschód” między odcinkami Grudziądz i Gruta. Na pozostałych odcinkach obrony GO panował względny spokój. Wieczorem gen. M. Bołtuć miał już pełne rozeznanie w sytuacji na odcinku obrony GO; główne uderzenie niemieckie poszło w okolice Gruty i Grudziądza, co pozwoliło przegrupować siły, w tym ściągnąć nie atakowane jednostki osłonowe 4 DP spod Brodnicy i Jabłonowa i wysłać je na najbardziej zagrożony odcinek frontu.
Rankiem 2 września Niemcy rozpoczęli kolejne natarcie tym razem prowadzone na linii Mełno – Gruta – Annowo, systematycznie pogarszała się też sytuacja Grudziądza. Siły GO uzyskały wówczas wsparcie lotnicze na rozkaz gen. W. Bortnowskiego. 141 eskadra myśliwska wykonała atak na niemiecką kolumnę pancerną w okolicach Mełna, a 142 eskadra myśliwska przeprowadziła wymiatanie w rejonie Grudziądz – Brodnica, strącając 7 niemieckich bombowców bez start własnych. Sytuacja nie uległa jednak poprawie. Wieczorem 2 września do pomocy mocno wykrwawionej w walkach w okolicach Gruty i Mełna 16 DP przyszła z pomocą ściągnięta spod Brodnicy i Jabłonowa 4 DP, jednakże wskutek chaosu i dużych strat własnych oddziały 16 DP samorzutnie i na własną rękę beż żadnego porozumienia z gen. M. Bołtuciem rozpoczęły odwrót z linii nad Osą na południe w kierunku Radzynia. Gen. M. Bołtuć odebrał wtedy dowodzenie jednostką płk. S. Świtalskiemu i przekazał je dowódcy piechoty dywizyjnej płk. Zygmuntowi Bohuszowi-Szyszce. Dowództwo Armii było zaniepokojone rozwojem sytuacji nad Osą. Przełamanie obrony tej rzeki i marsz nieprzyjaciela ku wschodniemu brzegowi Wisły groził zamknięciem jedynego już tylko kierunku odwrotu oddziałom odciętym w Borach Tucholskich. Rozkazano więc gen. M. Bołtuciowi wszystkimi rozporządzalnymi przez niego siłami najpóźniej do świtu 3 września przeprowadzić przeciwuderzenie pod Mełnem.
W ciągu 3 września uporczywe walki toczyła 4 Dywizja Piechoty. Generał  Bołtuć, zebrawszy 16 DP w rejonie Radzynia, planował po uporządkowaniu oddziałów jeszcze raz kontratakować. Ale 4 DP wkrótce po południu rozpoczęła odwrót spod Mełna i Gruty. W ciężkich walkach zdobyła stację kolejową Melno i cukrownię, ale straciła dwór Melno, a kiedy próbowała go odzyskać, została zaatakowana przez lotnictwo niemieckie. W obawie o los pozostałych sił dywizji, które mogły być zagrożone okrążeniem, płk  Lubicz-Niezabitowski wydał rozkaz odstąpienia. Generał  Bołtuć, niezadowolony z działania 4 DP, zmienił również jej dowódcę. Miejsce płk. T. Lubicza-Niezabitowskiego zajął płk Mysłowski, dotychczasowy dowódca piechoty dywizyjnej. Pod groźbą całkowitego okrążenia opuściła także swoje pozycje załoga Grudziądza. Planowany kontratak 16 DP i 4 DP znad Osy uniemożliwiony został jednak wieczorem 3 września rozkazem skierowanym do wszystkich oddziałów Armii „Pomorze”, w tym też GO „Wschód”, nakazującym odwrót na południe w kierunku Dobrzynia nad Wisłą i Włocławka.
Rozkaz ten został wykonany w kolejnych dniach; do 6 września siły GO przeprawiły się przez Wisłę w rejonie Torunia i kontynuowały marsz dalej na południe zgodnie z rozkazem.

### Bitwa nad Bzurą
12 września 16 DP opanowała Łowicz i poszczególne pułki dywizji przystąpiły do pościgu wychodząc na linię Dąbkowice – Jamno – Zawady. Odcinek Ostrów – Plantacja zajął 64 pp, dalej w kierunku Mysłakowa – 65 pp. Artylerię przesunięto na południowy brzeg Bzury. Tu przez cały dzień dywizja odtwarzała zdolność bojową, a Niemcy zachowywali się biernie.
W tym dniu 4 DP pozostawała w rejonie zajętym poprzedniego dnia. W godzinach przedpołudniowych do Bielaw przybył dowódca Wielkopolskiej BK, gen. Abraham i zaproponował dowódcy 4 DP płk. Rawicz-Mysłowskiemu wspólne uderzenie na Głowno. W międzyczasie na SD 4 DP przyjechał dowódca Armii „Pomorze” gen Bortnowski i zaakceptował propozycję dowódcy WBK nakazując natychmiastowe rozpoczęcie działań zaczepnych. Po oporach gen. Bołtucia argumentującego konieczność opóźnienia natarcia zmęczeniem żołnierzy, ostatecznie przyjęto termin rozpoczęcia natarcie nie wcześniejszy niż 17.00. Całością przygotowań i przebiegiem akcji miał kierować dowódca piechoty dywizyjnej 4 DP płk Tadeusz Lubicz-Niezabitowski.
Po odwołaniu natarcia 4 DP na Głowno przebywający w sztabie grupy operacyjnej gen. Tadeusz Bortnowski wydał rozkaz wycofania całej grupy za Bzurę. Rozesłane do oddziałów 4 DP rozkazy nakazywały przejść w nocy na północny brzeg Bzury i zorganizować obronę na odcinku Wola Kałkowa – Sobocka Wieś. Wojska niemieckie nie reagowały na polski odskok. Również 16 Dywizja Piechoty wycofała się bez większych trudności. Rano 13 września 64 pułk piechoty obsadził odcinek Otolice – Łowicz, a 66 pułk piechoty odcinek Łowicz – Zabostów. W odwodzie, w rejonie Klewkowa, stanął 65 pułk piechoty.
Rano 15 września GO gen. Bołtucia otrzymała zadanie zorganizowania ubezpieczeń na południowym brzegu Bzury. W pasie 4 DP wystawiono pododdziały w bezpośredniej styczności z nieprzyjacielem, pod których osłoną obie dywizje przygotowywały obronę północnego brzegu rzeki
Do południa na przedpolu 4 DP prowadziły rozpoznanie niemieckie elementy rozpoznawcze. Zostały jednak spędzone przez oddziały osłonowe. Około południa I/14 pułku piechoty otrzymał rozkaz powrotu do macierzystego pułku. Batalion wycofał się w rejon Bogorii Dolnej, a następnie został skierowany na lewe skrzydło 14 pp na odcinek Stara Wieś – Maurzyce. Wysłane patrole rozpoznawcze 14 pp stwierdziły wzmożony ruch nieprzyjacielskich samochodów w okolicach Dąbkowic. Trwało również przegrupowanie wojsk niemieckich wzdłuż frontu w kierunku Bielawy – Łowicz czołem kolumny Chruślin Kościelny. Artyleria 14 DP milczała. W związku ze spodziewaną próbą forsowania przez Niemców Bzury, 14 pp przesunięty został częściowo na zachód w celu osłony brodów w rejonie Urzecza. Na odcinku 4 DP noc minęła spokojnie.
Od rana Niemcy przeszli do natarcia na całym odcinku 16 Dywizji Piechoty. Nieprzyjacielską piechotę wspierała artyleria i lotnictwo. Żołnierze 16 DP odpierali ataki ogniem broni maszynowej i artylerii i nie pozwolili na sforsowanie Bzury.
W nocy z 15 na 16 września gen. Bołtuć nakazał pogłębić obronę na kierunku Łowicza. Dowódca 4 DP otrzymał rozkaz, aby jeden ze swoich pułków przesunąć wraz z dwoma dywizjonami artylerii za 16 DP w rejon Płaskocin – Boczki. W nocy przegrupował się w ten rejon 67 pułk piechoty.

## Struktura organizacyjna i obsada personalna

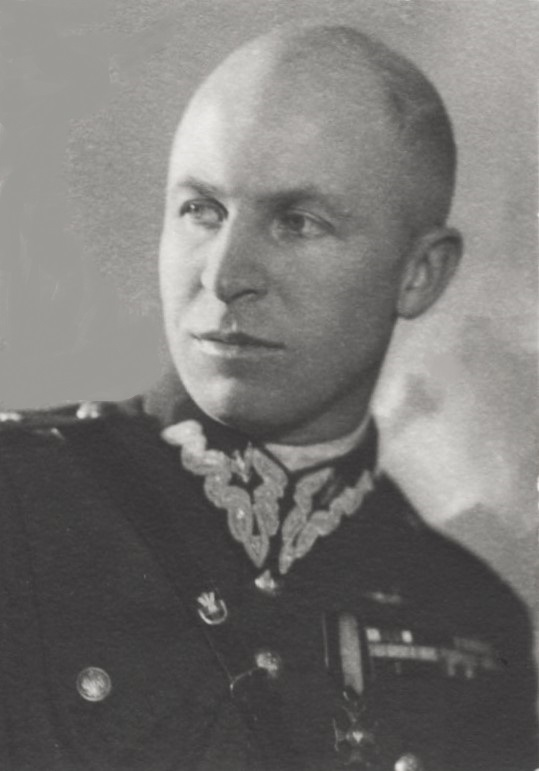
Albin Leszczyński (przed 1934)

- Dowództwo GO „Wschód”[a]
  - dowódca – gen. bryg. Mikołaj Bołtuć
  - szef sztabu – ppłk dypl. Albin Leszczyński
  - oficer operacyjny – kpt. dypl. piech. Stanisław Andrzej Rozwadowski
  - oficer informacyjny – kpt. dypl. art. Ignacy Bukowski
  - dowódca łączności – mjr łącz. Aleksander Emmerling
  - komendant Kwatery Głównej – mjr st. spocz. art. Jan Maksymilian Wargin[b]
- 4 Dywizja Piechoty – płk dypl. Tadeusz Lubicz-Niezabitowski
- 16 Pomorska Dywizja Piechoty – płk dypl. Stanisław Świtalski
- Oddział Wydzielony „Jabłonowo” – ppłk  Jan Szewczyk
- Oddział Wydzielony „Grudziądz” – płk Stefan Cieślak
- Oddział Wydzielony „Brodnica” – płk dypl. Mieczysław Rawicz-Mysłowski

4 DP wzmocniona została batalionem Obrony Narodowej „Świecie”, natomiast dowódcy 16 DP podporządkowany został batalion ON „Brodnica”, batalion wartowniczym nr 83 i grupa fortyfikacyjna nr 82.